# Orygenes
Orygenes, łac. Origenes, stgr. Ὠριγένης, (ur. ok. 185, zm. 254) – jeden z najbardziej płodnych komentatorów Pisma Świętego w epoce patrystycznej. Zajmował się, podobnie jak później Hieronim ze Strydonu (330–420), egzegezą krytyczną oraz literalną; egzegezę alegoryczną doprowadził do szczytu rozwoju. W zasadniczy sposób przyczynił się do ukształtowania tradycji teologicznej Szkoły Aleksandryjskiej. Znany jest również jako twórca, odrzuconej później przez Magisterium, teorii preegzystencji dusz. Ogół poglądów mu przypisywanych nazywany jest orygenizmem. Był wykształcony filozoficznie; razem z Plotynem studiował u Amoniusza Sakkasa. Niektóre grupy chrześcijan uważają go za Ojca Kościoła. Jest zaliczany do pisarzy starochrześcijańskich. Święty Kościoła Koptyjskiego i błogosławiony w Kościołach tradycji mariawickiej.

## Życiorys
Orygenes pochodził ze zhellenizowanej rodziny zamieszkałej w Aleksandrii. Było to miasto o bogatych tradycjach kulturalnych i intelektualnych. Założona przez Aleksandra Wielkiego w roku 332 p.n.e. na wybrzeżu egipskim Aleksandria była miejscem stykania się, a często też ścierania się ze sobą, wielu światopoglądów. Przyciągała najwybitniejsze umysły, stwarzała bowiem dogodne warunki dla twórczości. Przykładem owoców tych korzystnych okoliczności jest Septuaginta – greckie tłumaczenie Biblii hebrajskiej dokonywane w okresie od III w. p.n.e. do I w. p.n.e. w wyniku zetknięcia się diaspory żydowskiej z kulturą grecką. Innym przykładem rodzącego się żydowskiego uniwersalizmu jest działalność filozofa i komentatora Biblii Filona Aleksandryjskiego.
Orygenes osiągnął w bardzo młodym wieku wysoki poziom wiedzy. Studiował filozofię w szkole Ammoniosa Sakkasa, do której uczęszczał także Plotyn. Wiedzę teologiczną Orygenesa dostrzegł biskup Aleksandrii Demetriusz (189–232) i w wieku osiemnastu lat, jak podaje Euzebiusz z Cezarei, Orygenes został mianowany przez biskupa kierownikiem szkoły katechetycznej.
Orygenes dążył do wyrażenia myśli chrześcijańskiej pojęciami filozofii greckiej, szczególnie pism Platona. Prowadził ascetyczny tryb życia – nie spożywał mięsa, alkoholu ani oliwy. W pragnieniu osiągnięcia harmonii i czystości duchowej, w zmaganiach ze swoją seksualnością posunął się w wieku osiemnastu lat do uczynienia siebie eunuchem (Por. Mt 19,12). Dziś prawdziwość tego czynu bywa kwestionowana, m.in. przez Henry’ego Chadwicka, gdyż wzmianka o nim znajduje się tylko w Historii Kościoła Euzebiusza z Cezarei. Jednak sam Orygenes w Komentarzu do Ewangelii św. Mateusza zdaje się nawiązywać do tego wydarzenia – jego słowa sprzeciwu wobec literalnego, nieduchowego, „według ciała” (por. 2 Kor 5,16) rozumienia słów Jezusa, brzmią jak przestroga wypływająca z własnego bolesnego doświadczenia.
Zdobywał sobie rozgłos i autorytet również poza Aleksandrią. Uciekając z miasta przed zamieszkami religijnymi, stłumionymi przez Karakallę w 216 roku, dotarł do Palestyny, gdzie biskupi Cezarei i Jerozolimy poprosili go o wygłaszanie kazań podczas nabożeństw, co w samej Aleksandrii obudziło sprzeciwy, jako że Orygenes był laikiem. Podczas następnej podróży do Palestyny około roku 230 z rąk tych samych biskupów otrzymał święcenia kapłańskie, ale i tym razem nie udało mu się uniknąć problemów. Biskup Demetriusz, którego od dawna raziły poglądy Orygenesa, wykorzystał zdarzenie z młodości Orygenesa, nazwane przez Euzebiusza z Cezarei „śmiałym czynem” (wspomniana kastracja) i zgodnie z prawem zakazującym udzielania święceń kapłańskich eunuchom stwierdził nieważność jego święceń. Potępiony przez synod aleksandryjski, został Orygenes w 232 roku usunięty z Aleksandrii. Osiadł w Cezarei, gdzie założył własną szkołę teologiczną, która osiągnęła duży rozgłos. Działająca przy szkole biblioteka miała opinię najlepszej biblioteki teologicznej w końcu starożytności.
Schyłek życia Orygenesa był naznaczony prześladowaniami. Uniknął ich za Maksymina (235–238), ale podczas następnej fali, za czasów Decjusza (250 r.), został aresztowany i poddany torturom – miał wtedy prawie 70 lat. Według tradycji umarł wkrótce po zwolnieniu z więzienia na skutek odniesionych ran – zdaniem jednych w Cezarei, według innych w Tyrze, gdzie ponoć miał znajdować się jego grób.

## Działalność i teologia

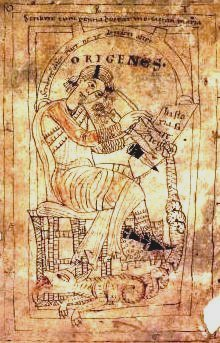
Orygenes na średniowiecznej miniaturze (ze zbioru homilii wyd. przez klasztor Benedyktynów w Schäftlarn)

Orygenes wiele studiował, pisał, wykładał, komentował Pismo Święte, a także oddawał się dziełom miłosierdzia. Często pomagało mu w pisaniu aż siedmiu kopistów naraz. Był znany ze swej solidności, sumienności i pracowitości. Ze względu na skuteczność swojej argumentacji zyskał przydomek „Stalowy”. Dzieła Orygenesa były tak liczne, że Hieronim pytał: „Kto z nas przeczyta tyle, ile on napisał?”. Jednak jedynie część jego twórczości zachowała się do dzisiaj i to przeważnie w przekładach łacińskich Rufina i Hieronima. Orygenes, podejmując polemikę z jakimś autorem, poddawał jego wypowiedzi szczegółowej egzegezie; stąd w jego pismach znajdywały się obszerne cytaty z tekstów, z którymi polemizował, dzięki czemu np. w dziele Contra Celsum zachowały się ogromne fragmenty pism Celsusa. Wierzył w apokatastazę, co oznacza, że uważał, że każdy-prędzej czy później dostąpi zbawienia.
Umysłowość Orygenesa nie rozwijała się w próżni, lecz w świecie rozwiniętych i do dziś poważanych systemów filozoficznych i religijnych, wobec których musiała się opowiedzieć, nawet nie po to, by się ostać, ale przede wszystkim w celu przyciągnięcia do siebie umysłów należących do ówczesnej arystokracji ducha. Proces polegający na usystematyzowaniu, a także na ciągłym budowaniu chrześcijańskiej myśli religijnej i filozoficznej, będącej w pierwotnym Kościele najczęściej nauką moralną, znalazł swój wyraz w pracy rozpoczętej przez Klemensa Aleksandryjskiego, a zwieńczonej przez Orygenesa, określanego mianem pierwszego uczonego w łonie Kościoła. Jego uprawianie teologii odróżniało się od tego, jak rozumiano refleksję wiary w Kościele zachodnim, łacińskim. Gdy greccy teologowie na Wschodzie bardziej oddawali się refleksji spekulatywnej, filozoficznej, szanując dzieła filozofów, z którymi jednak także polemizowali – ówcześni autorzy łacińscy w Kościele zachodnim byli bardziej powściągliwi wobec filozofii.
Orygenes przyczynił się do rozwoju wielu tematów teologicznych. Jednym z nich była Mariologia, która Orygenesowi zawdzięcza wiele ujęć. Niektóre jednak musiały zostać później skorygowane. Jego wypowiedzi na temat dziewictwa Marii, jej Bożego Macierzyństwa itp. są rozrzucone wśród jego różnych dzieł egzegetycznych. Szczególnie wiele Orygenes mówił o Marii w Homiliach o Ewangelii św. Łukasza.

## Teolog «gnozy chrześcijańskiej»
Klemens Aleksandryjski (150–215) i Orygenes – inaczej niż np. Ireneusz z Lyonu i Tertulian – rozróżniali wśród chrześcijan dwie grupy: wiernych zadowalających się prostymi prawdami wiary, pozostających w swoich różnych mniejszych lub większych grzesznych przyzwyczajeniach oraz wiernych duchowych, mistyków i świętych, oświecanych światłem Chrystusa, które wlewa w ich dusze głębszą wiedzę i mądrość Bożą. Według Orygenesa tylko ci ostatni mogą być uważani za Kościół Boży, podczas gdy ci pierwsi są jedynie tymi, którzy wzywają imienia Boga. Stąd podejście Orygenesa do teologii nazywane jest czasem «gnozą chrześcijańską» – mimo iż z prądami synkretycznej, ezoterycznej gnozy ten typ uprawiania teologii łączy jedynie nazwa. Podział wiernych pozostanie także w niebie, podczas gdy nieoświeceni zostaną po prostu zbawieni, duchowi wierni otrzymają ponadto wieniec chwały. Do grupy nieoświeconych wewnętrznie Orygenes zaliczał także osoby, które zostawszy wdowami lub wdowcami nie potrafiły żyć w ewangelicznej powściągliwości i wstępowały ponownie w związek małżeński. Drugi związek nie jest bowiem zgodny z naturą Adama, pierwszego człowieka. Nie mógłby on powiedzieć o drugiej żonie: Ta dopiero jest kością z moich kości i ciałem z mego ciała! (Rdz 2,23). Również Abraham i Jakub, mimo iż mieli więcej żon, do grobu złożeni zostali jedynie z pierwszymi żonami. Orygenes nie szedł tak daleko, jak Tertulian, który w późniejszym okresie uważał, że ponowne małżeństwo osób owdowiałych jest cudzołóstwem, sądził jednak, że Chrystus nie zaliczy ich w niebie do zgromadzenia nowo narodzonych i Kościoła nieskalanych, lecz jedynie zbawi ich w swoim Imieniu.

## Kontrowersje wobec nauczania Orygenesa
Za błędną uznano głoszoną przez Orygenesa teorię preegzystencji dusz. Krytykował ją m.in. Metody z Olimpu (zm. 311) i Epifaniusz z Salaminy (315–403).
Kontrowersje obejmowały również jego poglądy na temat relacji w Trójcy Świętej, Syna i Ojca. Według Focjusza Orygenes ogromnie bluźni, twierdząc, że Syn został stworzony przez Ojca.
Augustyn z Hippony krytykował jego poglądy wyrażone w traktacie „O zasadach” 1,6 na temat możliwości powrotu diabła do Boga (por. Apokatastaza). W swym dziele Państwo Boże 21.17, biskup Hippony nazwał to błędem sprawiedliwie potępionym przez Kościół. Również Julianowi z Eklanum, w „Niedokończonym dziele przeciwko drugiej odpowiedzi Juliana” 6,10 wypominał, że trwając w swoim przekonaniu o naturalnych zdolnościach ludzkiej wolnej woli do nawrócenia, „przywrócisz nam błąd Orygenesa” (Origenis nobis instaurabis errorem). Jak komentował Agostino Trapé, te platońskie idee Aleksandryjczyka, Augustyn krytykował, wychodząc z założeń rozumu i chrześcijańskiej wiary.
Zastrzeżenie krytyków budziła czasem sama erudycja Aleksandryjczyka, jego nacisk na poznanie rozumowe – Ireneusz np. wskazywał na niebezpieczeństwo rozumowania, które za wszelką cenę miało rozstrzygać to, czego nie rozstrzygnęła Ewangelia.
Bronili Orygenesa i przechowywali jego pisma Pamfil z Cezarei (zm. 309) oraz Euzebiusz z Cezarei. Napisali też Obronę Orygenesa, z której zachowała się jedynie I księga w tłumaczeniu Rufina (PG 17, 541-616). Wspomina o niej Sokrates Scholastyk w swej Historii Kościoła III,7. Był to okres, kiedy wiele dogmatów nie zostało jeszcze sformułowanych przez Magisterium; dokonano tego później, na wielkich soborach. Niektóre poglądy Orygenesa, na czele z teorią preegzystencji dusz, zostały potępione w VI wieku na Soborze Konstantynopolskim II za rządów Justyniana.
Nieortodoksyjność niektórych opinii teologicznych Orygenesa nie umniejsza doniosłości jego pism i jego znaczenia dla myśli chrześcijańskiej. Następujące jego teksty trafiły do katolickiej Liturgii godzin w officjum czytań: „Homilia do Księgi Jozuego”, „Homilia do Księgi Kapłańskiej”,    „Wezwanie do męczeństwa”.

## Główne dzieła nieegzegetyczne
- Περὶ ἀρχῶν (Peri archon) – O zasadach (220–230).
- Κατὰ Κέλσου (Kata Kelsu) – Przeciw Celsusowi (246–248) – wydanie krytyczne: Sources chrétiennes (SCh) 132 (1967) księgi 1-2; Sch 136 (1968) księgi 3-4; SCh 147(1969) i 227 (wstęp ogólny, indeksy ks. 5, 1976) księgi 5-6; SC 150 (1969) księgi 7-8, wyd. M. Borret.

## Polskie przekłady
Jest to lista podstawowa, więcej w pracy wskazanej niżej.
- Duch i ogień. Wybór tekstów i wprowadzenie Hans Urs von Balthasar, tłum. i red. Stanisław Kalinkowski, Katarzyna Augustyniak, przekł. wstępu i tekstów red. Wincenty Myszor, Kraków-Warszawa 1995.
- Dyskusja z Heraklidesem, tłum. i wstęp A. Zajkowski, „Studia Theologica Varsoviensis” 5 (1967), z. 2, s. 129-180.
- Filokalia, tłum., wstęp i opr. K. Augustyniak, Warszawa: PAX, 1979.
- Homilie o Ewangelii św. Łukasza, tłum. i opr. S. Kalinkowski, wstęp M. Starowieyski, Pisma Starochrześcijańskich Pisarzy (odtąd skrót: PSP) 36, Warszawa: Wydawnictwo ATK, 1986.
- Homilie o Księgach Izajasza i Ezechiela, Źródła Myśli Teologicznej (odtąd: ŹMT) 16, Kraków: WAM, 2000.
- Homilie o Księdze Jeremiasza. Komentarz do Lamentacji Jeremiasza. Homilie o Księgach Samuela i Księgach Królewskich, tłum. i opr. S. Kalinkowski, wstęp E. Stanula, PSP 30, Warszawa: Wydawnictwo ATK, 1983.
- Homilie o Księgach Liczb, Jozuego i Sędziów, tłum. i oprac. S. Kalinkowski, wstęp E. Stanula, PSP 34 (cz. 1-2), Warszawa: Wydawnictwo ATK, 1986.
- Homilie o Księgach Rodzaju, Wyjścia, Kapłańskiej, tłum. i oprac. S. Kalinkowski, wstęp E. Stanula, PSP 31 (cz. 1-2), Warszawa: Wydawnictwo ATK, 1984.
- Homilie o Pieśni nad Pieśniami. W: Metody z Olimpu, Orygenes: Uczta, Homilie o Pieśni nad Pieśniami, Zachęta do męczeństwa. S. Kalinkowski (przekład), E. Stanula (wstęp i opr.). Warszawa: Wydawnictwo ATK, 1980, seria: PSP 24. Brak numerów stron w książce.
- Komentarz do Ewangelii św. Jana, tłum. S. Kalinkowski, wstęp i opr. W. Myszor, PSP 28 (cz. 1-2), Warszawa: Wydawnictwo ATK, 1981.
- Komentarz do Ewangelii św. Jana, ŹMT 27, Kraków: WAM, 2003.
- Komentarz do Ewangelii według św. Mateusza, ŹMT 10, Kraków: WAM, 1998.
- Komentarz do Ewangelii według św. Mateusza, część 2, ŹMT 25, Kraków: WAM, 2002.
- Komentarz do Listu św. Pawła do Rzymian, tłum. i opr. S. Kalinkowski, wstęp i opr. E. Stanula, PSP 57, Warszawa: Wydawnictwo ATK, 1993.
- Korespondencja, ŹMT 6, Kraków: WAM, 1999.
- O modlitwie, tłum. W. Kania, (Głos Tradycji 12), Tarnów 1985.
- O modlitwie [w:] Odpowiedź na Słowo. Najstarsi mistrzowie chrześcijańskiej modlitwy, wstęp i opr. Henryk Pietras, Kraków 1993, s. 99-240.
- O święcie Paschy [w:] Pisma paschalne, tłum., wstęp i opr. S. Kalinkowski, Kraków 1994.
- O zasadach, tłum. S. Kalinkowski, wstęp i opr. S. Kalinkowski, E. Stanula, W. Myszor, PSP 23, Warszawa: Wydawnictwo ATK, 1979.
- O zasadach, wydanie drugie poprawione, tłum. i opr. S. Kalinkowski, wstęp H. Pietras, ŹMT 1, Kraków: Wydawnictwo WAM, 1996.
- Przeciw Celsusowi, tłum. S. Kalinkowski, E. Stanula, W. Myszor, PSP 17, Warszawa: ATK, 1977 (wyd. 2: tłum, wstęp i opr. S. Kalinkowski, Warszawa 1986).
- Zachęta do męczeństwa. W: Metody z Olimpu, Orygenes: Uczta, Homilie o Pieśni nad Pieśniami, Zachęta do męczeństwa. S. Kalinkowski (przekład), E. Stanula (wstęp i opr.). Warszawa: Wydawnictwo ATK, 1980, seria: PSP 24. Brak numerów stron w książce.

## Polska bibliografia przekładów do 2003
Kompletna bibliografia przekładów dzieł Orygenesa na język polski z lat 1901-2003, oprac. Wojciech Stawiszyński [w:] Henri Crouzel, Orygenes, Kraków: Homini, 2004, s. 341-378.